# アイ・アイダラ
アイ・アイダラ（Eye Haidara、1983年3月7日 - ）は、フランスの女優である。

## 人物・来歴
1983年（あるいは1982年生まれとする説もある）3月7日に生まれる。
2006年9月7日、フランス国内で公開されたオドレ・エストルーゴ監督の長篇劇映画『ルガルデ・モア』で映画界にデビューした。演劇の舞台には、17世紀の劇作家ジョン・フォード作、ロベール・コルディエ演出の『あわれ彼女は娼婦』等に出演している。
2010年（平成22年）公開のジャン＝リュック・ゴダールの映画『ゴダール・ソシアリスム』に出演している。
2009年7月28日現在、イギリスのロンドンに在住。

## フィルモグラフィ
- 『ルガルデ・モア』 Regarde-moi（英題 Ain't scared） : 監督オドレ・エストルーゴ、2006年9月7日 - ファティマ役
- 『救急医療チーム』 Équipe médicale d'urgence : テレビ映画、フランス2、2006年
- 『ゴダール・ソシアリスム』 Socialisme : 監督ジャン＝リュック・ゴダール、2010年1月20日
- 『セラヴィ!』 Le Sens de la fête : 監督エリック・トレダノ（フランス語版）とオリヴィエ・ナカシュ（フランス語版）、2017年 - アデル役

## テアトログラフィ
- 『あわれ彼女は娼婦』 'Tis Pity She's a Whore : 作ジョン・フォード、演出 ロベール・コルディエ
- Triste et bleu : 作グザヴィエ・デュランジェ、演出 クリスティーヌ・ソルデヴィラ
- Deux sur la balançoire : 作ウィリアム・ギブスン、演出 ジャン＝バティスト・ベルトン
- Un autre monde : 作ミシェル・トランブレ、演出 マリア・ゴメス
- 『優雅なインドの国々』 fr:Les Indes galantes de 作ジャン＝フィリップ・ラモー、演出 マルティーヌ・ダヴィ
- Ma naissance : 演出アンヌ＝ロール・リエジョワ
- La Guitare de Rachelle : 作・演出ジャン＝ピエール・バシュレ

## 関連事項
- ジョン・フォード (劇作家) （en:John Ford (dramatist)）
- グザヴィエ・デュランジェ （fr:Xavier Durringer）

## 註
1. 1 2  #外部リンク欄、MySpaceの「eyehaidara」リンク先の記述を参照、2009年7月28日現在「26歳」である。二重リンクを省く。
2. ↑  act1[リンク切れ]の「Eye Haidara」の項の記述を参照。
3. ↑  Internet Movie Databaseの「Eye Haidara」の項、およびワイルド・バンチによる公式サイト「Socialisme Archived 2008年2月12日, at the Wayback Machine.」の記述を参照。2009年7月30日閲覧。